# Misbruik van vennootschapsgoederen
Misbruik van vennootschapsgoederen is een misdrijf in het Belgisch strafrecht dat zich voordoet wanneer een bestuurder of zaakvoerder van een vennootschap of vzw goederen van de vennootschap of vzw aanwendt voor persoonlijke doeleinden, terwijl dit in het nadeel was van de rechtspersoon en diens schuldeisers.

## Strafbaarstelling
Artikel 492bis van het Belgisch Strafwetboek van 1867 bepaalt:
"Met gevangenisstraf van een maand tot vijf jaar en met geldboete van honderd euro tot vijfhonderdduizend euro worden gestraft de bestuurders, in feite of in rechte, van burgerlijke en handelsvennootschappen, alsook van verenigingen zonder winstoogmerk, die met bedrieglijk opzet en voor persoonlijke rechtstreekse of indirecte doeleinden gebruik hebben gemaakt van de goederen of van het krediet van de rechtspersoon, hoewel zij wisten dat zulks op betekenisvolle wijze in het nadeel was van de vermogensbelangen van de rechtspersoon en van die van zijn schuldeisers of vennoten.
De schuldigen kunnen daarenboven veroordeeld worden tot ontzetting van hun rechten overeenkomstig artikel 33."

## Constitutieve bestanddelen
De constitutieve bestanddelen van dit misdrijf zijn de volgende:
1. de bestuurder of zaakvoerder, in rechte of in feite, van een vennootschap moet gebruik hebben gemaakt van de goederen of van het krediet van de rechtspersoon;
2. het gebruik moet op betekenisvolle wijze in het nadeel spelen van de vermogensbelangen van de rechtspersoon en van de schuldeisers ervan, waarbij het aan de rechter toekomt om de omvang van de opgenomen bedragen te vergelijken met de economische toestand waarop de rechtspersoon zich bevond op het ogenblik van de feiten;
3. de bestuurder moet hebben gehandeld voor persoonlijke doeleinden, met bedrieglijk opzet en moest geweten hebben dat dergelijk gebruik op betekenisvolle wijze nadelig was voor de vennootschap.

### Personeel toepassingsgebied
Het personeel toepassingsgebied van deze strafbaarstelling strekt zich uit tot bestuurders of zaakvoerders, in rechte of in feite, van vennootschappen of vzw's. Vennootschappen zijn de rechtspersoonsvormen zoals erkend in het Wetboek van Vennootschappen en Verenigingen van 2019.
Bestuurders in feite (ook feitelijke bestuurders genoemd) zijn personen die formeel gezien geen bestuurder zijn (d.w.z. dat ze officieel niet benoemd zijn tot bestuurder van de vennootschap), maar die in realiteit werkelijke bestuursbevoegdheid hebben ten aanzien van de vennootschap.

### Materieel bestanddeel

#### Gebruik
De bestuurder moet goederen van de vennootschap of het krediet van de vennootschap gebruiken voor persoonlijke doeleinden. Deze persoonlijke doeleinden kunnen zowel rechtstreeks als onrechtstreeks zijn. Deze term dient ruim te worden opgevat. Het gaat in de eerste instantie om de verduistering of verspilling die eveneens een constitutief bestanddeel uitmaken van het misdrijf misbruik van vertrouwen, dat het eigendomsrecht van roerende zaken beschermt:
- het zich wederrechtelijk gedragen als eigenaar over goederen van de vennootschap waarvan men het beheer heeft gekregen door het stellen van daden van beschikking met betrekking tot de toevertrouwde zaak (vervreemding, inpandgeving, verbruik, vernietiging);
- het gebruik zonder dat hieruit de wil blijkt om zich als eigenaar over de toevertrouwde zaak te gedragen.

Het gebruik is ook een ruime term in de zin dat het moet worden beschouwd als elke handeling of onthouding waardoor het vermogen van de rechtspersoon wordt aangetast. Het gaat verder niet enkel om daden van beschikking, maar ook over daden van beheer (leningen, voorschotten, huurovereenkomsten e.d.). Dit misdrijf strekt zich uit tot alle goederen van de rechtspersoon, d.w.z. dat het niet vereist is dat de rechtspersoon eigenaar is van de goederen die door de bestuurder worden gebruikt, maar dat de rechtspersoon minstens een persoonlijk of zakelijk recht heeft ten aanzien van het goed.

#### Krediet
Gebruik maken van het krediet van de rechtspersoon houdt in het enkele feit dat de bestuurder voor zijn eigen voordeel gebruik heeft gemaakt van de vennootschapsnaam (en dus haar kredietwaardigheid), zelfs indien de vennootschap zelf uiteindelijk niets hoeft te betalen. Dit dient te worden verstaan in de context waar de vennootschap een persoonlijke of zakelijke zekerheid (bv. borgstelling, pand ...) stelt voor persoonlijke schulden van de bestuurder.

#### Handelingen en onthoudingen
Het gebruik moet volgens een arrest uit 2015 van het Hof van Cassatie niet per se bestaan uit een positieve daad, maar kan ook een onthouding inhouden, wanneer die onthouding de uiting is van een doelgerichte wil om een bepaald resultaat te bereiken. In het verlengde daarvan kan er sprake zijn van een onthouding wanneer een bestuurder een bedrag niet opeist waarop de vennootschap recht heeft indien dit tot doel had om de bestuurder een voordeel te verschaffen. In hetzelfde arrest oordeelde het hof dat het plegen van het misdrijf misbruik van vennootschapsgoederen door onthouding niet steeds een inbreuk op een strafrechtelijk gesanctioneerde handelingsverplichting vereist.

#### Betekenisvol nadeel voor de rechtspersoon
De rechtspersoon moet een betekenisvol nadeel lijden. Hierbij dient te worden onthouden dat:
- een teruggave van het ontnomen voordeel geen schuldopheffingsgrond is;
- een inbreuk op het statutair doel van de vennootschap niet automatisch een betekenisvol nadeel inhoudt voor de rechtspersoon;
- een onwettigheid niet automatisch een betekenisvol nadeel is;
- dit niet vereist dat het bewijs van effectieve schade wordt geleverd;
- het betekenisvol nadeel moet worden beoordeeld op het moment van het stellen van de handeling of de onthouding;
- de strafrechter die beoordeelt of het gaat om een betekenisvol nadeel niet verplicht is om elke daad van gebruik afzonderlijk te toetsen aan aan het op dat ogenblik bestaande vermogen van de rechtspersoon en de inkomsten ervan, maar mag hij voor die toets de diverse zich in de tijd opvolgende daden van gebruik van de goederen of van het krediet van de rechtspersoon als een geheel beschouwen en ze toetsen aan het globaal vermogen van de rechtspersoon.[3]

### Moreel bestanddeel: bedrieglijk opzet
Het moreel bestanddeel houdt in dat de bestuurder wist dat het gebruik van de vermogensbestanddelen van de vennootschap de schuldeisers en de vennoten van de vennootschap aanzienlijk benadeelt. De bestuurder zich ervan bewust zijn geweest dat de rechtspersoon, de vennoten of de schuldeisers op betekenisvolle wijze werd benadeeld. Het dient bovendien het opzet te zijn geweest om middels het gebruik persoonlijke doeleinden te behartigen, zij het direct of indirect.
Het Hof van Cassatie vatte  het bedrieglijk opzet samen als volgt in een arrest van 2018:
(...) de bedoeling om voor persoonlijke doeleinden gebruik te maken van de eigendommen van de rechtspersoon, in de wetenschap dat dit gebruik aanzienlijke schade toebrengt aan de vermogensrechtelijke belangen van de vennootschap, haar schuldeisers en haar vennoten. Het misdrijf vereist niet dat de dader heeft gehandeld met het doel om de rechtspersoon te schaden..
In datzelfde arrest oordeelde het Hof dat de volgende gegevens het bestaan van het moreel  bestanddeel niet kunnen uitsluiten of twijfel over het bestaan ervan kunnen rechtvaardigen:
- de financiële zwakte van de rechtspersoon;
- de noodzaak voor de bestuurder om te voorzien in zijn eigen levensonderhoud;
- de procedure die erin bestaat om een met sociale lasten belast loon te vervangen door geldopnames op een lopende rekening;
- het vervangen van een actief door een schuldvordering.

## Voorbeelden
Voorbeelden van gevallen van misbruik van vennootschapsgoederen zijn:
- een renteloze lening van een vennootschap aan een bestuurder;
- de borgstelling van de vennootschap voor een persoonlijke schuld van de bestuurder of diens naasten;
- de betaling door de vennootschap van privéboetes van de bestuurder;
- de betaling van zuivere privé-uitgaven van de bestuurder door de vennootschap, bijvoorbeeld gezinsuitgaven en vakanties;
- het onderbrengen van materialen, machines en werfketens van de uitbatingszetel en maatschappelijke zetel van de vennootschap op een andere locatie bij een andere vennootschap voorafgaand aan een faillissement;[1]
- het afwerven van cliënten en opdrachten;[1]
- in de situatie waarbij een vennootschap een pand verhuurt aan haar bestuurder, het niet opeisen van de verschuldigde huurgelden met als doel een voordeel te verschaffen aan deze bestuurder;[7]

## Verhouding met misbruik van vertrouwen
Misbruik van vennootschapsgoederen is geen lex specialis op misbruik van vertrouwen. Beide misdrijven kunnen zelfstandig naast elkaar bestaan voor zover de wettelijke voorwaarden zijn vervuld.